# Melastoma molkenboerii
Melastoma molkenboerii är en tvåhjärtbladig växtart som beskrevs av Friedrich Anton Wilhelm Miquel. Melastoma molkenboerii ingår i släktet Melastoma och familjen Melastomataceae. Inga underarter finns listade i Catalogue of Life.